# Lingua koro (India)
La lingua Koro o aka koro è una lingua tibeto-birmana parlata in India, nello stato dell'Arunachal Pradesh.

## Distribuzione geografica
La lingua Koro è parlata da 1500 persone nel distretto del Kameng Orientale, nella parte occidentale dell'Arunachal Pradesh.

## Classificazione
La lingua koro appartiene al ramo tibeto-birmano delle lingue sinotibetane.

## Storia
Il riconoscimento nella letteratura accademica del Koro come linguaggio distinto dalla lingua hruso spunta fuori nell'edizione 2009 di Ethnologue, la quale basa le sue scoperte su delle indagini condotte nel 2005. La similarità lessicale tra la parlata del gruppo Koro e la lingua Hruso è del 9%, ed entrambe sono molto diverse dalle lingue vicine.
Nel febbraio 2012 alla lingua Koro è stato assegnato il codice ISO 639-3 jkr.

## Sistema di scrittura
La lingua Koro non dispone di un sistema di scrittura, perché è una lingua soltanto orale.